# Beniamino I di Alessandria
Beniamino I di Alessandria (in copto Ⲃⲉⲛⲓⲁⲙⲓⲛ, in arabo بنيامين‎?; Barshüt, ... – Alessandria d'Egitto, 16 gennaio 662) è stato il 38º Papa della Chiesa copta, dal 623 alla sua morte.
È considerato come uno dei più grandi papi della Chiesa copta. Beniamino guidò la Chiesa attraverso un periodo di grandi tumulti nella storia egiziana, in particolare affrontò la conquista dell'Egitto da parte dei Sasanidi, seguita dalla riconquista per mano dell'Impero bizantino e infine la definitiva conquista islamica del 642.

## Biografia
Nacque intorno al 590 a Barshüt, nella regione di Buhayra, zona occidentale del Delta del Nilo. Si sa poco della sua infanzia, a parte il fatto che proveniva da una famiglia copta. La vicinanza della sua casa alla capitale Alessandria portò alcuni a ritenere che ricevette istruzione nelle scuole della città.
Non sono noti i dettagli sulla composizione della famiglia, a parte il fatto che aveva un fratello, Menna, che fu torturato con il fuoco e annegato nel Nilo per ordine del patriarca calcedoniano Ciro. I motivi di questa condanna furono la mancata professione di fede calcedoniana e il non aver rivelato il luogo dove si trovava Beniamino, fuggitivo al tempo.

### In monastero
Beniamino era noto per le sue abitudini ascetiche sin dalla tenera età e nel 620, quando aveva trent'anni, professò i voti nel monastero di Canopo, luogo che scampò alla distruzione persiana a causa della sua posizione isolata, e divenne monaco. Beniamino sviluppò ulteriormente il suo ascetismo nelle comunità cenobitiche che seguivano gli insegnamenti di Pacomio.
Proprio a Canopo, Beniamino incontrò per la prima volta un monaco più anziano di nome Teona che lo istruì sullo schema (vestito monastico). Teona insegnò a Beniamino anche le virtù della vita monastica, tra cui la santità, la pazienza e l'autocontrollo, e lo iniziò allo studio della Bibbia. Si dice che Teona fosse così devoto al Vangelo di Giovanni che lo lesse così tante volte fino a memorizzarlo.

### Ad Alessandria
Affermò che una notte ebbe una visione in cui una persona gli disse: "Rallegrati Beniamino, tu pascerai il gregge di Cristo". Quando riferì l'accaduto al suo padre spirituale questo gli rispose: "Il diavolo vuole ostacolarti. Fa' attenzione all'orgoglio". In seguito Teona portò Beniamino al cospetto del papa copto Andronico. Il papa apprezzò la pietà e l'abilità di Beniamino e decise di assumerlo come servitore. Beniamino fu successivamente ordinato sacerdote proprio da Andronico che lo rese anche il proprio collaboratore personale, rendendolo quindi l'erede al soglio copto. Nella propria posizione di assistente, Beniamino conobbe le complessità degli affari ecclesiali tra la comunità copta. Per il suo operato fu molto apprezzato sia all'interno che all'esterno della Chiesa; questo fatto contribuì alla sua futura elezione al soglio patriarcale.
Esistono pochi documenti riguardanti i primi anni del regno di Beniamino. È noto per aver scritto encicliche relative alle date da osservarsi per la Pasqua e sull'istruzione del clero in questioni dottrinali. Parte del suo operato si incentrò sull'aiutare la sua chiesa durante il dominio dei Sasanidi. Quindici delle encicliche scritte durante questo periodo sono tutte andate perdute, e con loro anche l'unico volume che le conteneva.
Nel 623 i persiani conquistarono l'Egitto e ai copti fu impedito di praticare la loro religione, vedendosi così negati i loro diritti umani e nazionali. Tuttavia ci furono anche alcuni fedeli che provarono sollievo poiché i patriarchi calcedoniani non potevano più essere scelti dagli imperatori bizantini, che optavano per opprimere la chiesa copta. Comunque i persiani rovinarono e distrussero molte chiese e monasteri.
I bizantini ripresero il controllo dell'Egitto solamente nel 628 e nel 631 Ciro, di dottrina calcedoniana, fu nominato dall'imperatore Eraclio patriarca d'Egitto e prefetto al comando delle forze militari della provincia. I doveri per quest'ultima posizione includevano anche il contenimento del separatismo religioso nella provincia che poteva avvenire tramite persuasione oppure, se necessario, anche con la forza. Beniamino, rivale di Ciro nella sede patriarcale di Alessandria, fuggì dalla città e cercò rifugio nel deserto di San Macario. Ciro passò presto all'utilizzo della forza, infatti fece giustiziare il fratello di Beniamino, Menna, che scelse di supportare la causa del fratello. Ciro confiscò anche le proprietà dei chierici che seguivano Beniamino.

### Durante la conquista islamica
Nel 639 il generale arabo e musulmano 'Amr ibn al-' As iniziò la sua campagna militare per conquistare l'Egitto e riuscì a conquistare Alessandria il 17 settembre 642. Non sono noti possibili aiuti copti agli arabi, ma sono note delle collaborazioni tra i calcedoniani e i copti nel difendere gli edifici religiosi. Infatti durante l'invasione molte chiese, come quella di San Marco,  insieme ad altrettanti monasteri, furono saccheggiate e bruciate. Il generale 'Amr concesse a Beniamino un salvacondotto affinché potesse ritornare dall'esilio. Beniamino impiegò del tempo per ritornare in città, arrivando alla fine del 643 o all'inizio del 644; una volta giunto si occupò immediatamente di ricostruire, tramite fondi ricevuti da Sanuto, sovrano di Tebaide, la Chiesa di San Marco e di ristabilire l'ordine nelle questioni ecclesiali per migliorare il morale della popolazione copta, devastata dalle azioni di Ciro. Quindi lasciò di nuovo Alessandria, per incontrare 'Amr.
Nello storico incontro tra queste due persone, si dice che 'Amr affermò di non aver mai conosciuto un uomo di Dio così impressionante come lo era Beniamino. I dettagli esatti dell'incontro tra questi due personaggi rimangono sconosciuti, ma questo fu comunque condotto con una dignità che non fu testimoniata durante nessuna delle battaglie. Alla fine della conferenza, 'Amr restituì a Beniamino tutti i diritti che gli erano stati negati dai bizantini e lo riconobbe come unico rappresentante del popolo egiziano. I copti, seppur riconosciuti ufficialmente, furono comunque costretti a pagare un'imposta, la gezya.
Beniamino rinnovò alcune delle politiche che erano state messe in atto dal suo predecessore Damiano. Creò delle relazioni amichevoli con 'Amr e i conquistatori dell'Egitto. La popolazione cristiana in Egitto rimase comunque divisa tra i vari gruppi precedenti alla conquista. Beniamino riuscì comunque a ripristinare un grado di unità della sua popolazione frammentata. Numerosi copti fuggiti nella Cirenaica tornarono; alcuni di questi avevano lasciato la chiesa copta sotto coercizione per seguire la fede calcedoniana, raffiguravano anche i vescovi Ciro di Nikiou e Vittorio di Phiom. Esercitò le sue funzioni legali e giudiziarie, in accordo con il sistema giuridico bizantino, con soddisfazione delle nuove autorità islamiche.
Beniamino si dedicò alle visite nelle diocesi e nei monasteri della chiesa copta, ripristinando le proprietà ove necessario. Una delle sue più straordinarie imprese in questo periodo fu il recupero della testa di San Marco, che i calcedoniani avevano intenzione di riportare a Costantinopoli. La testa fu probabilmente lasciata nel santuario del monastero di San Macario il Grande nel 645 o 647. All'epoca Beniamino diede i suoi canoni ai monaci di San Macario.
Beniamino aiutò a guidare e confortare la comunità copta durante i primi giorni del dominio islamico. Il successore di 'Amr, Abdallah ibn Sa'd ibn Abī-al-Sarḥ ibn al-Ḥārith al-"Āmirī, chiese ingenti somme di denaro al popolo egiziano. Lo sforzo e l'intercessione di Beniamino portarono conforto ai copti oppressi.
Beniamino trascorse gli ultimi due anni della sua vita gravato da malattie che sopportò fino al 3 gennaio 661, giorno in cui morì.

## Culto
La Chiesa copta lo considera e lo venera come santo. Viene commemorato nel Sinassario copto l'ottavo giorno di Tobi, il 16 gennaio secondo il calendario gregoriano.
Beniamino è venerato per il ruolo che ha avuto nel guidare la comunità ecclesiale attraverso le turbolenze e lo sconvolgimento delle conquiste islamiche. La stima e il rispetto che i suoi contemporanei nutrivano per lui erano così alta che dopo la sua morte circolò una leggenda che affermava che l'anima del papa fu portata in cielo dagli angeli, dai santi Atanasio di Alessandria e Severo di Antiochia e dall'imperatore romano Teodosio I.